# Augustus Pablo
Horace Swaby (Saint Andrew, 21 juni 1953 - Kingston, 18 mei 1999), beter bekend als Augustus Pablo, was een Jamaicaanse reggae-, roots-, en dubartiest en -producer. Hij kende veel succes tijdens de periode van de jaren 70 tot 1999.
Toen hij nog tiener was, werd hij al aanhanger van rastafari. In zijn tienerjaren leerde hij ook orgel spelen door de hele tijd de kerk binnen te sluipen.
Zijn muziek is herkenbaar door het gebruik van de melodica. De hit waarmee hij doorbrak, was het dubnummer East of the River Nile ('77).